# Thomer-la-Sôgne
Thomer-la-Sôgne era una comuna francesa situada en el departamento de Eure, de la región de Normandía, que el 1 de enero de 2016 pasó a ser una comuna delegada de la comuna nueva de Chambois al fusionarse con las comunas de Avrilly y Corneuil.

## Demografía
| Gráfica de evolución demográfica de Thomer-la-Sôgne entre 1800 y 2013 |
|                                                                       |

Los datos demográficos contemplados en este gráfico de la comuna de Thomer-la-Sôgne se han cogido de 1800 a 1999 de la página francesa EHESS/Cassini, y los demás datos de la página del INSEE.